# Hackelochloa
Hackelochloa es un género de plantas herbáceas de la familia de las poáceas. Es originario de las regiones tropicales del sur de China y Norteamérica.
Algunos autores lo incluyen en el género Mnesithea. 

## Etimología
El género fue nombrado en honor del agrostólogo Eduard Hackel, más el término griego chloa (hierba). 

## Citología
Número de la base del cromosoma, x = 7 (?). 2n = 14 (?). 2 ploid.

## Especies
- Hackelochloa granularis (L.) Kuntze
- Hackelochloa porifera (Hack.) Rhind